# Siphonatrophia aetherelaca
Siphonatrophia aetherelaca är en insektsart. Siphonatrophia aetherelaca ingår i släktet Siphonatrophia och familjen långrörsbladlöss. Inga underarter finns listade i Catalogue of Life.